# Янкув (гміна Пйонтек)
Янкув (пол. Janków) — село в Польщі, у гміні Пйонтек Ленчицького повіту Лодзинського воєводства.
Населення — 36 осіб (2011).
У 1975-1998 роках село належало до Плоцького воєводства.

## Демографія
Демографічна структура станом на 31 березня 2011 року:
|          | Загалом | Допрацездатний вік | Працездатний вік | Постпрацездатний вік |
| -------- | ------- | ------------------ | ---------------- | -------------------- |
| Чоловіки | 20      | 2                  | 11               | 7                    |
| Жінки    | 16      | 0                  | 7                | 9                    |
| Разом    | 36      | 2                  | 18               | 16                   |